# Джеталлианс Восток
ЗАО «Джеталлианс Восток» — упразднённая авиакомпания, принадлежавшая российской авиакомпании «Аэрофлот» и австрийской авиакомпании «Jetalliance». Выполняла чартерные рейсы и VIP-перевозки на VIP-самолётах. Прекратила своё существование с 04.07.2012 года

## История

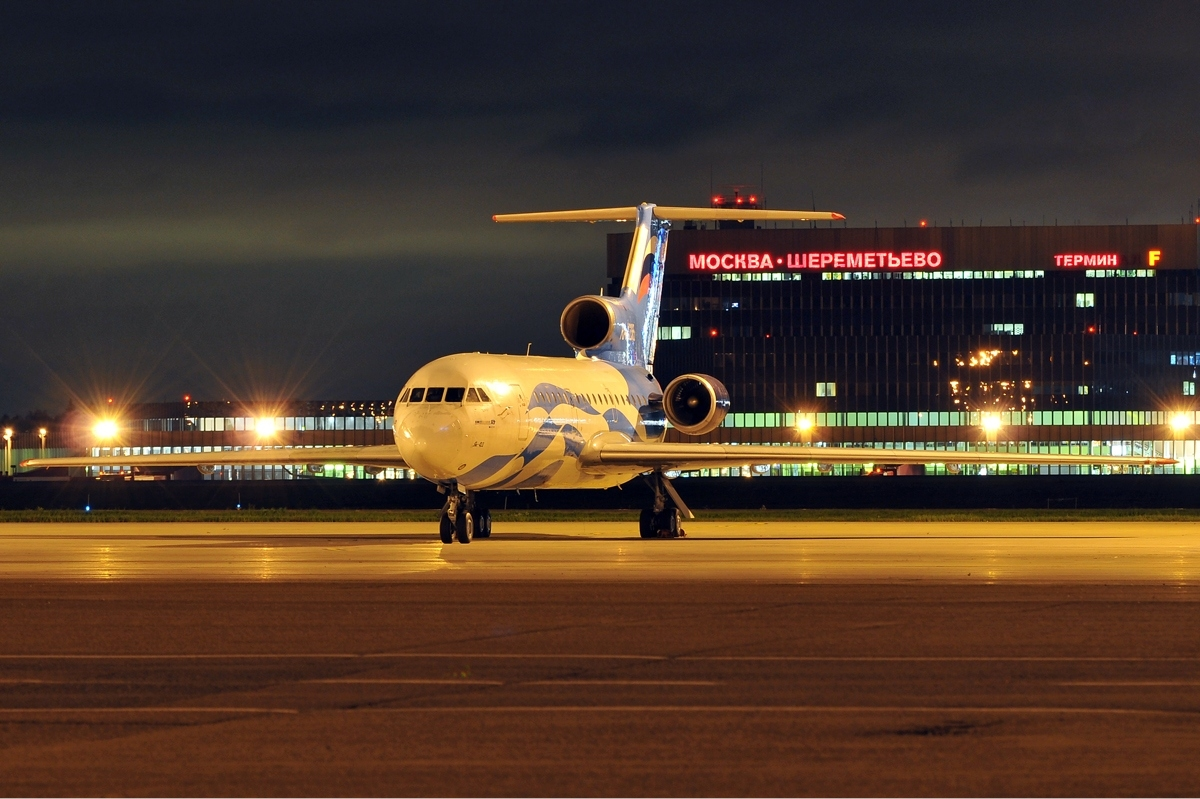

Авиакомпания «Аэрофлот-Плюс» была создана 12 сентября 1996 года. В феврале 2007 получила сертификат эксплуатанта. Летом 2010 года была переименована в «Джеталлианс Восток». 15 сентября 2011 года сертификат был приостановлен Росавиацией «до устранения замечаний», однако 28 октября 2011 года авиакомпания смогла доказать несправедливость применения к ней общих правил по резервировании самолетов и сертификат был восстановлен. 04 июля 2012 сертификат эксплуатанта аннулирован в связи с истечением 3-х месяцев приостановления действия.

## Деятельность

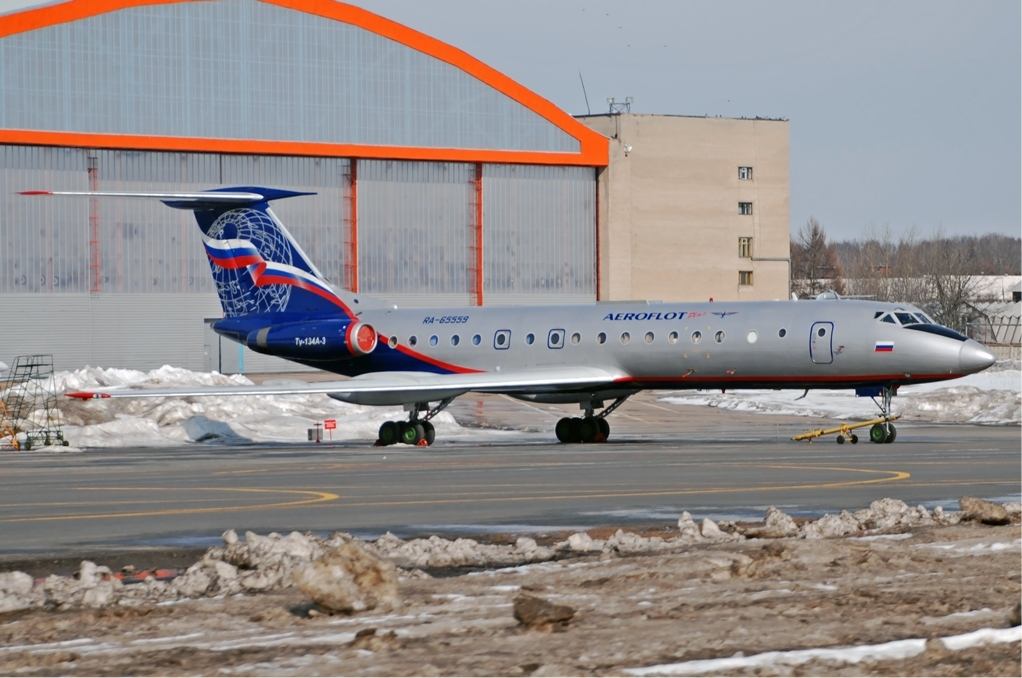

«Джеталлианс Восток» предлагала чартерные рейсы для VIP-клиентов и корпоративных пассажиров на отечественных и зарубежных самолетах с салонами повышенной комфортности. Маршрут, расписание и уровень обслуживания — в соответствии с требованиями и пожеланиями клиента.

## Флот
Парк самолётов авиакомпании по состоянию на июнь 2012 года включал:
- Один Cessna Citation Sovereign C680 (девятиместный)
- Один Cessna Citation CJ3 (шестиместный)

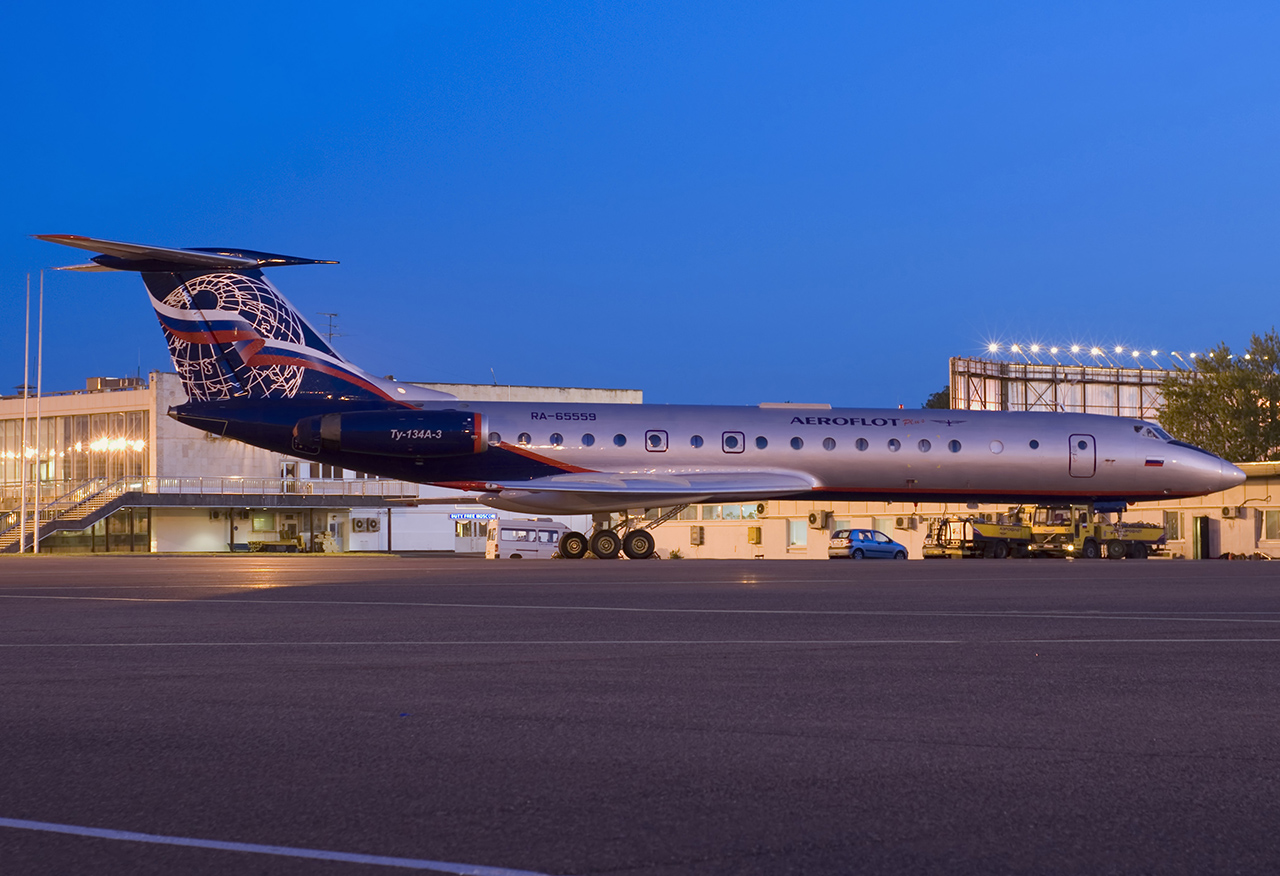

- Один Bombardier Learjet 60 (семиместный)[источник не указан 4654 дня]
- Один Як-42 (VIP-салон)

Ранее из флота были выведены один Як-42 (VIP-салон) и два модифицированных тридцатишестиместных Ту-134. До этого «Джеталлианс Восток» выполнял полёты на самолетах компании-учредителя — ОАО «Аэрофлот» и на арендованных самолетах бизнес-класса.